# Cappa di ghiaccio Penny

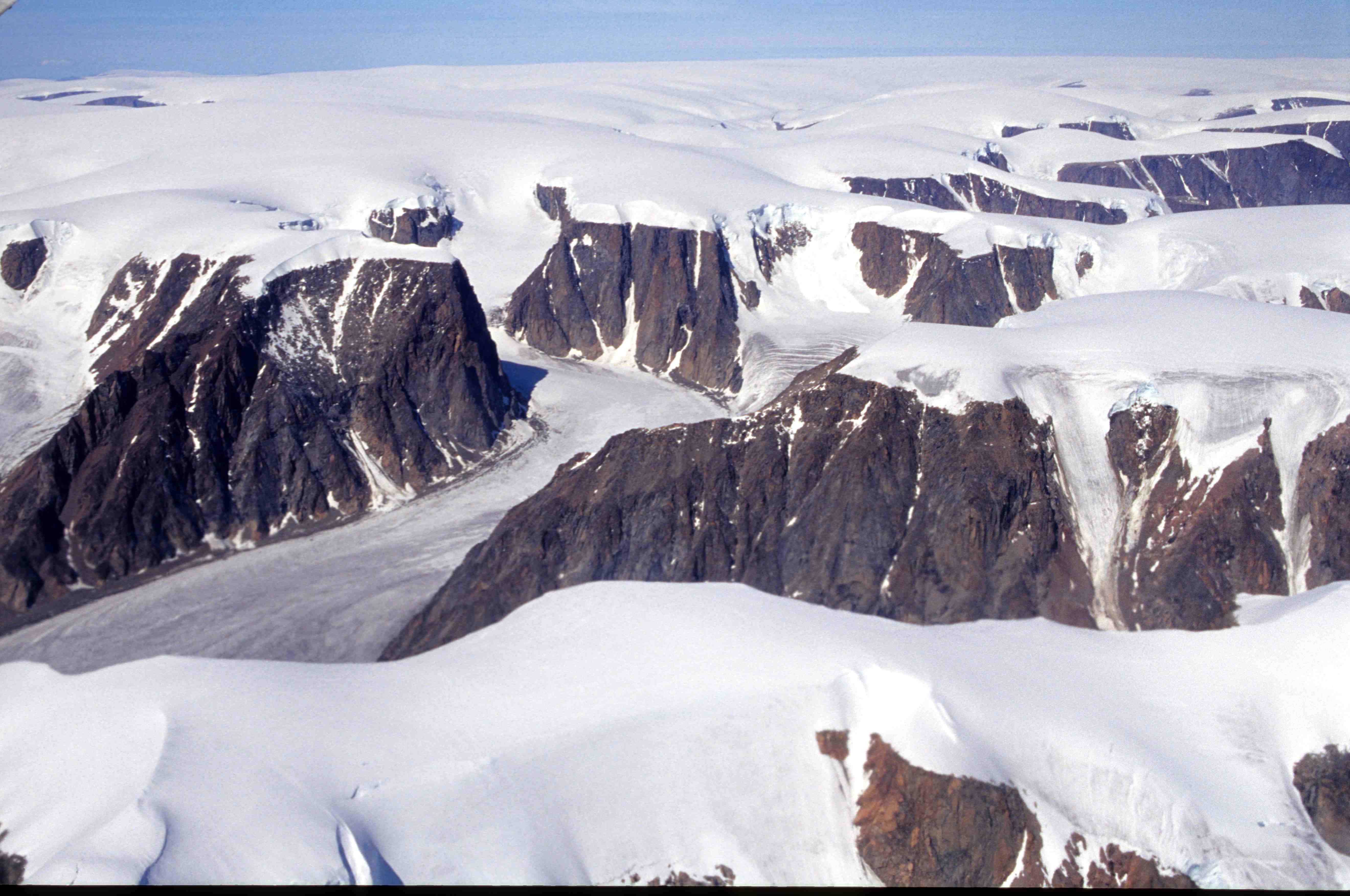
Cappa di ghiaccio Penny, Nunavut

La Cappa di ghiaccio Penny è una vasta area ghiacciata di 6000 km² situata nel Parco nazionale Auyuittuq sull'Isola di Baffin.
È un residuo dell'ultima era glaciale: forma una barriera alta 2000 m nella penisola di Cumberland, caratterizzata da fiordi profondi e valli ghiacciate .
A metà degli anni '90, alcuni ricercatori canadesi hanno studiato, tramite campioni ottenuti perforando il ghiaccio, la struttura della cappa glaciale a seguito del congelamento e dello scongelamento avvenuto nel corso dei secoli.